# Koroivos
Koroivos  este un oraș în Grecia în prefectura Elida.